# Старий Лясковець
Старий Лясковець (пол. Stary Laskowiec) — село в Польщі, у гміні Замбрув Замбровського повіту Підляського воєводства.
Населення — 133 особи (2011).
У 1975—1998 роках село належало до Ломжинського воєводства.

## Демографія
Демографічна структура станом на 31 березня 2011 року:
|          | Загалом | Допрацездатний вік | Працездатний вік | Постпрацездатний вік |
| -------- | ------- | ------------------ | ---------------- | -------------------- |
| Чоловіки | 58      | 10                 | 40               | 8                    |
| Жінки    | 75      | 20                 | 44               | 11                   |
| Разом    | 133     | 30                 | 84               | 19                   |